# Великі Бікшихи
Великі Бі́кшихи (рос. Большие Бикшихи, чув. Вырăскас Пикших) — присілок у складі Канаського району Чувашії, Росія. Адміністративний центр Асхвинського сільського поселення.
Населення — 1164 особи (2010; 1241 у 2002).
Національний склад:
- чуваші — 97 %